# 両澤千晶
両澤 千晶（もろさわ ちあき、1959年3月28日 - 2016年2月19日）は、日本のアニメーション脚本家、同人作家。埼玉県さいたま市（旧浦和市）出身。血液型はO型。
夫はアニメ監督の福田己津央、弟は脚本家の両沢和幸。

## 略歴
短大の保育科を卒業。学生時代に漫画サークルに所属しており、福田とはそこで知り合った。卒業後も同人誌のサークル活動を継続。結婚前はOLをしており、退職後は主婦をしていた。
2016年2月19日、大動脈解離によって死去。56歳没。生前に通っていたエステサロンには、10年前から複数の病気と闘病中にあり、手術を受けていたことなどを明かしていた。

## 人物
- 家計のためにパートの仕事を始めようかと思っていた矢先、夫の福田からシナリオを書いてみないかと勧められたという。デビュー経緯について「農家のお嫁さんが農作業にかり出されるうちに自分の農園を持つようになったり、パン屋の奥さんが仕事を手伝う中、クッキーを焼いて売るようになったり、そんな感覚に近い」と語っている[7]。
- 脚本家志望ではなかったが、「サイバーフォーミュラ」OVA版のストーリーを家で話していたのをきっかけに脚本を任されるようになった。最初は自宅で脚本を書いており、「GEAR戦士電童」で初めてスタジオでの仕事に参加した。当初は別の脚本家が予定されており、OVA以上に慌しいテレビアニメ作品をやることは想定外だったという。「自分がシリーズ構成としてスタジオに呼ばれた。正直、凄く嫌だった」「ガンダムも当初はやるつもりはなかったが、福田に説得された」とのこと[4]。
- 脚本の仕事は、ほぼ福田が監督した作品に限られている。 そのため、記録上でガンダムSEEDシリーズを手がける前に書いた脚本数は多くない。96年にデビューしてから2001年に至るまでに執筆が確認される脚本数は『サイバーフォーミュラ』のOVAで合計13話、『GEAR戦士電童』では4話、『星方武侠アウトロースター』で1話。他に、これらの作品のドラマCDでの脚本なども手掛けているが、それらを合わせても、実質6年ほどで30分×2クール（26話）分にも満たない。さらにテレビ作品で確認される脚本執筆数は電童とアウトロースターで総計5話のみである。また、福田の仕事のほとんどがサンライズの作品であるため、同社の作品のみに携わった形となっている。
- 『仮面ライダークウガ』を見て、『機動戦士ガンダムSEED』を手がける決心がついたという。「クウガは昔の仮面ライダーに思い入れがある人達に、仮面ライダーではないと言われたが、子供は気にしないで観て楽しんでいた。私も面白いと思っていたので（昔からのファンの批判に）カチンとくる事があった。そして、歴史ある仮面ライダーというタイトルで出来たならば、ガンダムでも同じことができるのでは。つまり、クウガがそうだったように、ガンダムでもファーストガンダムファンをそう気にしなくてよいなら、私も書けるのではないか。そういう結論に達した。」とインタビューで応えている[4]。
- 「プロ脚本家と名乗っていいのか？という感覚が未だに抜けない。ほぼ福田の作品でしか仕事をしてない自分は半人前だ。」と口にしている。一方で福田以外の作品で書くべきだと弟の両沢和幸から言われたこともあったとされるが、「家のほうが大変で、もう歳なので、このまま福田以外とやらないスタンスもありかな」と語っている[4]。
- 尊敬する脚本家として北川悦吏子、井上由美子、倉本聰をあげている。自分の作品のキャラクターは『月9』のものに近いと思うことがあるとも言っている[4]。
- 作画監督の椛島洋介によると、『機動戦士ガンダムSEED DESTINY』制作当時、両澤は短いスケジュールの中で再三ラフ原稿を切り直してシナリオの校了を引っ張り、また、他のスタッフが多忙を極める中、福田とともにラジオ番組の観覧に出かけていたとのことである（ラジオ観覧に関しては福田のみで同行していないともされるが詳細は不明）。これについて椛島は自身のblogで「シナリオ引っ張ってないで仕事しろ。ちゅーか書けないならもう書くな。だがせめて空気だけは読めるだろ。大人なんだから。」と強く批判した[8]。椛島によれば、こういったことが特にSEED DESTINYにおける総集編やバンクの多さの一因とされている。脚本家の一人の大野木寛も脚本の決定稿が遅延していたことを言及した[9]。本人も自身による脚本の遅滞を認めており、執筆が遅れていたのはSEEDの製作当時である2002年頃から子宮筋腫と卵巣嚢腫で体調を崩しSEED終了後に子宮と右卵巣の摘出手術を行ったからであるとのことで、劇場版ガンダムSEEDの製作状況が止まっている理由にも自身の健康問題を挙げていた[4]。

## 作品
- 星方武侠アウトロースター（第9話のみ） - 唯一、監督が福田己津央ではない作品。ちなみに当作品のプロデューサーは福田と関係が深い古里尚丈。
- 新世紀GPXサイバーフォーミュラSAGA (OVA)
- 新世紀GPXサイバーフォーミュラSIN (OVA)
- 新世紀GPXサイバーフォーミュラ 新たなる挑戦者(プレイステーション用ゲームソフト、脚本)（芦沢剛史と共同脚本名義）
- GEAR戦士電童（シリーズ構成）[10]
- 機動戦士ガンダムSEED（シリーズ構成）
- 機動戦士ガンダムSEED DESTINY（シリーズ構成）
- 漫画：石口 十「機動戦士ガンダムSEED Re:」（協力）
- 機動戦士ガンダムSEED DESTINY HDリマスター Blu-ray BOX 初回限定版封入特典ドラマCD「OMAKE quarters」（シリーズ構成）
- 機動戦士ガンダムSEED FREEDOM（脚本）[11][12]（後藤リウ、福田己津央と共同脚本名義）
- 機動戦士ガンダムSEED FREEDOM ZERO（脚本）※遺作